# Mirko Ellis
Mirko Ellis, de son vrai nom Mirko Korcinsky, né le 4 septembre 1923 à Locarno et mort le 11 septembre 2014 à Alghero (Italie), est un acteur italien.

## Biographie
Mirko Ellis est né le 4 septembre 1923 à Locarno en Suisse où il a fait ses études dans une famille d'origine lituanienne. 
Il débute au cinéma en Italie en 1946 dans le film de Aldo Vergano Le soleil se lèvera encore (titre original : Il sole sorge ancora)  où il interprète un jeune officier nazi. Un an plus tard, il fait ses débuts sur scène dans la compagnie théâtrale de Maria Melato.  Il a ensuite alterné des rôles importants et de second plan, dans des films de genre, de guerre, peplums, western spaghetti et des productions télévisuelles.
Il avait épousé l'actrice Esther Masing. Il est mort à Alghero le 11 septembre 2014 en tombant du balcon de son habitation. La police pense qu'il s'agit d'un suicide.

## Filmographie partielle
- 1946 : Le soleil se lèvera encore (titre original : Il sole sorge ancora) de Aldo Vergano
- 1947 : Confession dans la nuit (titre original : Vanità) de Giorgio Pastina.
- 1948 : Harem nazi (Accidenti alla guerra!...) de Giorgio Simonelli : Von Papen (comme Mirko Korcinsky)
- 1949 : Cet amour éternel (Altura) de Mario Sequi
- 1951 : Trieste mia! de Mario Costa : Kari
- 1954 : 
  - Les Deux Orphelines  (titre original : Le due orfanelle) de  Giacomo Gentilomo.
  - Destinées de Christian-Jaque
- 1956 : Elena et les Hommes de  Jean Renoir.
- 1959 : Annibal ou Annibal contre Rome (titre original : Annibale) de  Carlo Ludovico Bragaglia et Edgar G. Ulmer
- 1963 : Goliath et l'Hercule noir (Goliath e la schiava ribelle) de Mario Caiano
- 1964 :
  - Buffalo Bill, le héros du Far-West ou L'Attaque de fort Adams de Mario Costa
  - La Fureur des gladiateurs (titre original : I due gladiatori)  de Mario Caiano.
- 1966 :
  - Piège nazi pour sept espions (titre original : Trappola per sette spie) de Mario Amendola
  - Arizona Colt (titre original : Il pistolero di Arizona)  de Michele Lupo
- 1968 :
  -  Les Amours de Lady Hamilton (titre italien : Le calde notti di Lady Hamilton) de Christian-Jaque.
  - Trahison à Stockholm  (titre italien : Rapporto Fuller, base Stoccolma) de  Sergio Grieco
- 1969 :
  - Liens d'amour et de sang (titre original :  Beatrice Cenci) de Lucio Fulci
  - La Légion des damnés  (titre original :La legione dei dannati) de Umberto Lenzi.